# 清水茂人
清水茂人（日语：／ Shimizu Shigeto，1953年1月4日—），日本前男子篮球运动员，场上位置是大前鋒。他曾代表日本国家队参加1976年夏季奥运会男子篮球比赛，最终获得第十一名。